# Djendel Saadi Mohamed
Djendel Saadi Mohamed est une commune de la wilaya de Skikda en Algérie.